# 石家庄福美足球俱乐部

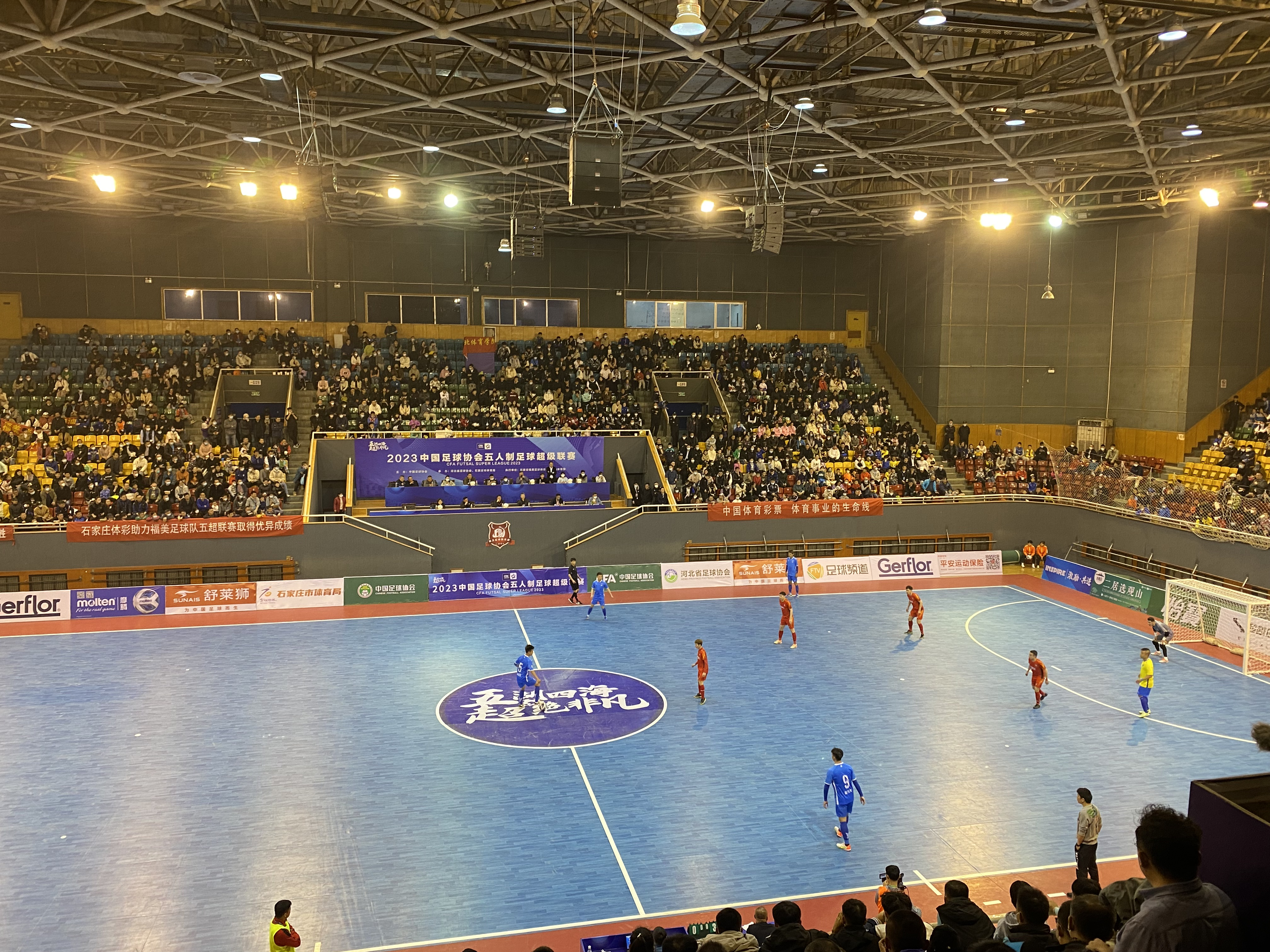
2023赛季揭幕战，中山体育馆

石家庄福美足球俱乐部（简称：石家庄福美）是中国河北省石家庄市的一家五人制足球俱乐部，征战中国五人制足球超级联赛。俱乐部成立于2010年6月，最初是河北石家庄福美集团员工以及其他行业的足球爱好者的业余球队，2018年改制为职业足球俱乐部，主场设立于石家庄石家庄中山体育馆。
石家庄福美曾多次代表中国参加世界小球场足球联盟世界杯，并在2023年的赛事中晋级十六强，创造中国队在该赛事最佳成绩。

## 成绩
- 2022年中国足球协会五人制足球超级联赛：季军
- 2021年中国足球协会五人制足球超级联赛：季军
- 2019-2020赛季中国足球协会室内五人制足球超级联赛：殿军
- 2018-2019赛季中国足球协会室内五人制甲球超级联赛：亚军